# Versprich mir, dass es den Himmel gibt
Versprich mir, dass es den Himmel gibt ist ein Drama des Regisseurs Martin Enlen aus dem Jahr 1999.

## Handlung
Die Ehe zwischen dem Fotografen Louis und seiner Frau, dem Model Cora, wird auf eine harte Probe gestellt, als erkannt wird, dass Cora an Krebs leidet. Alle ärztlichen Bemühungen haben keinen Erfolg, auch die bei ihr eingesetzte Chemotherapie vermag ihr Leiden nicht zu lindern: Cora wird sterben.
Zunächst von dieser Diagnose entmutigt, beschließt Cora, die letzten Monate, die ihr noch bleiben, gemeinsam mit ihrem Mann ohne Sorgen auf der Insel Mallorca zu verbringen. Dort angekommen trifft Louis seine alte Jugendliebe Stella wieder. Sofort beginnt es, erneut zwischen den beiden zu funken. Natürlich kommt es zu kleineren Streitereien, und Stella zieht sich zurück, obwohl die beiden spüren, dass sie eigentlich füreinander bestimmt waren.
In der Folge versuchen Stella und Louis, Cora einen schönen Lebensabend zu bereiten, bis das Unvermeidbare geschieht: Cora stirbt an ihrer Krankheit.

## Produktionsnotizen
Axel Kühn produzierte den Film für die Bilder-Buch Film- und Fernsehproduktions GmbH im Auftrag für RTL. Gedreht wurde in Berlin und Mallorca.

## Erscheinungstermine
Versprich mir, dass es den Himmel gibt wurde am 24. November 1999 erstmals bei RTL ausgestrahlt.

## Kritiken
Das Lexikon des internationalen Films urteilt, dass die Hauptrolle zwar gut besetzt und gut gespielt wurde, der Film jedoch insgesamt überkonstruiert wirkt, und bedauert, dass dessen eigentliches Thema alsbald in üblichen Klischees endet.
Die Fernsehzeitschrift prisma ist der Ansicht, dass dem Film zwar eine gute Idee zugrunde lag, er allerdings nur ein „[...] müder, Taschentuch-verdächtiger Schmalzfilm [geworden ist]“.